# La Ronde des heures
La Ronde des heures è un film del 1949 diretto da Alexandre Ryder.
Remake del film: La Ronde des heures del 1931 sempre dello stesso regista.

## Trama
Un cantante perde la sua voce ed è costretto dai suoceri a lasciare la moglie e i suoi figli. Il cantante diventerà un clown di successo, per poi riaquistare la voce, la moglie ed i figli.